# كفيتانا ديكليفا
كفيتانا ديكليفا (بالسلوفينية: Cvetana Dekleva)‏ مواليد 24 أبريل 1963 في سوبتيتسا، جمهورية يوغوسلافيا الاشتراكية الاتحادية، هي لاعبة كرة سلة سلوفينية سابقة. بدأت مسيرتها الاحترافية في سنة 1978. مثلت منتخب بلادها. شاركت في دورة الألعاب الأولمبية الصيفية سنة 1984. اعتزلت اللعب في 1985. لعبت مع نادي بارتيزان لكرة السلة للسيدات في الدوري الصربي لكرة السلة للسيدات.

## سجل المنافسة
شاركت في المنافسات التالية:
- الألعاب الأولمبية الصيفية 1984
- كأس العالم لكرة السلة للسيدات 1983

## روابط خارجية
- كفيتانا ديكليفا على موقع الاتحاد الدولي لكرة السلة (الإنجليزية)
- كفيتانا ديكليفا على موقع بروبوليرز (الإنجليزية)
- كفيتانا ديكليفا على موقع سبورتس رفرنس (الإنجليزية)
- كفيتانا ديكليفا على موقع أوليمبيديا (الإنجليزية)